# 拉耶
拉耶（Raya），是印度北方邦Mathura县的一个城镇。总人口17990（2001年）。

## 人口
该地2001年总人口17990人，其中男性9562人，女性8428人；0—6岁人口3123人，其中男1685人，女1438人；识字率54.40%，其中男性为60.86%，女性为47.07%。